# شهرستان سانچئونگ
شهرستان سانچئونگ (به لاتین: Sancheong County) یک منطقهٔ مسکونی در کره جنوبی است که در جئونسانگنام-دو واقع شده‌است. شهرستان سانچئونگ ۷۹۴٫۵۹ کیلومتر مربع مساحت و ۳۹٬۸۶۳ نفر جمعیت دارد.